# Carl Meyer (1er baronnet)
Sir Carl Ferdinand Meyer, 1er baronnet (23 décembre 1851 - 18 décembre 1922) est un banquier britannique et un magnat des mines.

## Vie privée

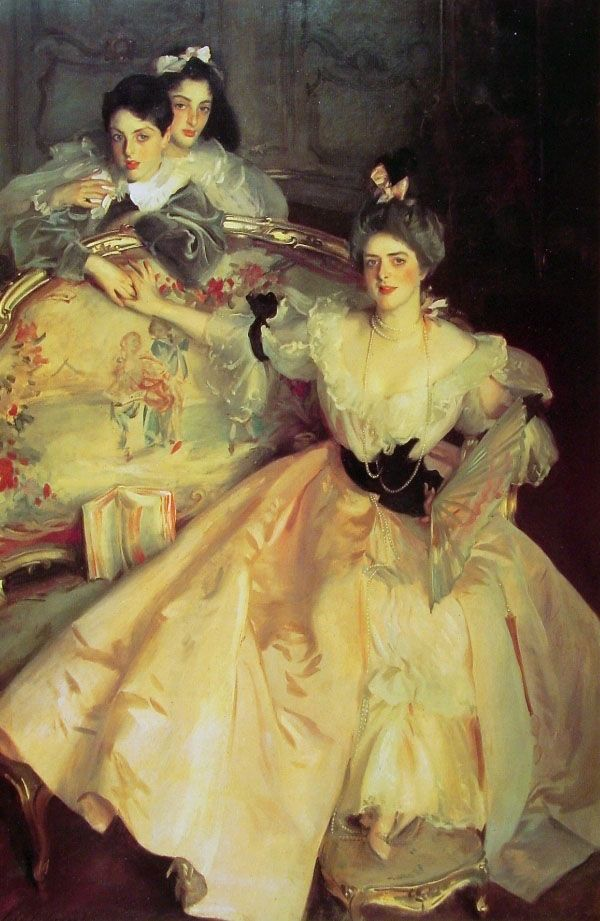
Mme Carl Meyer et ses enfants, John Singer Sargent, 1896

Meyer est né à Hambourg, en Allemagne, dans une famille juive, le deuxième fils de Siegmund Meyer et d'Elise Rosa, née Hahn, fille de Reuben Hahn. Il devient un sujet britannique naturalisé en 1877. En 1883, il épouse Adèle Lévis, fille de Julius Lévis de Hampstead dont il a un fils Frank Cecil Meyer et une fille.
Adèle Levis fait l'objet du portrait Mrs. Carl Meyer et ses enfants, 1896, par John Singer Sargent.

## Carrière
Meyer travaille pour la famille Rothschild en tant que commis en chef et négociateur avec le groupe minier De Beers. Il travaille ensuite pour De Beers et devient vice-président de la société. Il est également gouverneur de la Banque nationale d'Égypte et membre du conseil d'administration de nombreuses autres sociétés minières. Il est également membre du conseil d'administration de la Hong Kong and Shanghai Bank (HSBC). Il reçoit le titre de baronnet en 1910.
Meyer a un grand intérêt pour les arts, montrant constamment son soutien à l'opéra, à la musique et au théâtre. En 1909, il fait don de 70 000 livres au Shakespeare National Memorial Theatre, aujourd'hui reconstruit sous le nom de Royal Shakespeare Theatre à Stratford-upon-Avon. Pendant la Première Guerre mondiale, Meyer écrit au Times pour exprimer sa désapprobation des tactiques utilisées par les Allemands pendant la guerre, notamment le torpillage du RMS Lusitania, incité par une suggestion de Sir Arthur Wing Pinero selon laquelle les Britanniques d'origine allemande devraient s'exprimer publiquement.